# 分桃
分桃，源於中國古代的詞彙，与同出於古代的龍陽、兔兒、断袖类似，為指稱男色的典故。

## 出处
其出处在《韩非子·说难》。其中说道：春秋时期，卫国大夫弥子瑕是君主卫灵公的男宠。卫国的法律：窃驾君主的馬車者，處以刖刑。弥子瑕母親生病，有人晚間奔告弥子瑕，弥子瑕立即偷驾君主的馬車，外出探母。灵公聽說了，稱許弥子瑕說：“孝順啊！为了母親之故，不顧慮刖刑了。”有一天他与灵公一起到果园里食桃，将自己咬下一半的桃给卫灵公。卫灵公大喜说：“你爱我，以至忘卻了口中的美味，把桃子分給寡人喫！”后来弥子瑕年老色衰，卫灵公对他的宠爱不复当日，便說「竟然如此不敬，他偷我的马車，应处刖刑，他咬過的桃子，也敢拿給我喫。」當作一個罪名，辭退了弥子瑕。

## 原文
|                         | 昔者弥子瑕有宠於卫君。卫国之法：窃驾君车者刖。弥子瑕母病，人间往夜告弥子，弥子矫驾君车以出。君闻而贤之，曰：“孝哉！为母之故，亡其刖罪。”异日，与君游於果围，食桃而甘，不尽，以其半啖君。君曰：“爱我哉！亡其口味以啖寡人。”及弥子色衰爱弛，得罪於君，君曰：“是固尝矫驾吾车，又尝啖我以餘桃。” |
| ——韩非，《韩非子·说难》 | |